# OneRepublic
OneRepublic ist eine US-amerikanische Pop-Rock-Band aus Colorado, der 2007 durch das Lied Apologize der internationale Durchbruch gelang. 2013 übertraf sie den Erfolg ihrer Debüt-Single mit dem Lied Counting Stars.

## Geschichte

### 2002 bis 2006: Anfänge auf MySpace
Im Frühjahr 2002 wurde die Band vom Sänger und Produzenten Ryan Tedder mit Zach Filkins, dem späteren Gitarristen der Gruppe, gegründet. Ein Jahr später stießen Drew Brown, Jerrod Bettis und Tim Myers zur Band hinzu (2003), es folgte der Plattenvertrag bei Columbia Records. Bereits 2006 wurde die Band über den Online-Dienst Myspace Music bekannt und konnte erste beachtliche Erfolge erzielen. Im Jahr 2005 wurde Bettis durch Eddie Fisher ersetzt. Seit Juni 2006 wurden die Songs der Band auf der Plattform rund 22 Millionen Mal weltweit abgespielt. Zudem gehören sie seit Sommer 2006 zu den Top Artists auf MySpace.

### 2007 bis 2008:Dreaming Out Loud
Anfang 2007 verließ Tim Myers die Gruppe und wurde durch Brent Kutzle ersetzt. 2007 wechselte die Gruppe zum Label Interscope Records. Kurze Zeit später nahm der US-amerikanische Hip-Hop-Musiker Timbaland, der Ryan Tedder bereits kannte, einen Remix ihres Songs Apologize auf. Der Song schaffte es auf das Album Shock Value und wurde Monate später zu einem internationalen Nummer-eins-Hit. Der Song Apologize ist Teil des Soundtracks des Films Keinohrhasen von Til Schweiger.
Ende 2007 erschien das Debütalbum Dreaming Out Loud. Als Nachfolgesingle zu Apologize diente der Song Stop and Stare, die in Deutschland am 14. März 2008 erschienen ist und auf Platz sieben der deutschen Singlecharts einstieg. Mit diesem Lied hatte die Gruppe im selben Jahr einen Auftritt in der Folge Alte Freunde (OT: Hero) der TV-Serie Smallville.
Im August 2007 wurde das Lied Say (All I Need) als dritte Single aus ihrem Debüt-Album veröffentlicht. Das Lied war Teil des Soundtracks der US-amerikanischen Reality-Serie The Hills sowie der US-amerikanischen Fantasy-Serie Vampire Diaries. Im US-amerikanischen Fernsehen traten sie zudem in der TV-Show So You Think You Can Dance auf, wo sie das Lied vortrugen. In Frankreich erschien der Track als Kollaboration mit der französischen Sängerin Sheryfa Luna. Kommerziell schloss das Lied trotz der starkem Promotion nicht an den Erfolg der Vorgänger an.
Am 8. September 2008 erschien Mercy als vierte Single aus Dreaming Out Loud. Als letzte Auskopplung wurde am 14. Juli 2009 der Song Come Home veröffentlicht. Die Version, die für die Single verwendet wurde, wurde neu produziert und enthält Vocal-Beiträge von der US-amerikanischen Singer-Songwriterin Sara Bareilles. Die Ballade war in mehreren Fernsehserien, darunter in Gossip Girl, Cold Case und Vampire Diaries zu hören. Des Weiteren rückte das Lied bis in die US-amerikanischen Single-Charts vor.

### 2009 bis 2011:Waking Up
Im September 2009 erschien das Lied All the Right Moves als erste Single-Auskopplung ihres zweiten Studioalbums Waking Up. Der Song verkaufte sich allein in den USA über zwei Millionen Mal, in rund zehn Ländern wurden die obersten zehn Plätze der offiziellen Single-Charts erreicht. Der Erfolg trat in den meisten Ländern jedoch erst im Januar des Folgejahrs ein. Grund dafür war, dass All the Right Moves in vielen Ländern als zweite Single mit Release zwischen Januar und März 2010 erschien.
Im Oktober 2009 folgte die zweite Single aus dem Album, Secrets. In Europa stellt dieses Lied die erste Auskopplung dar. Secrets ist Teil des Soundtracks des Films Zweiohrküken, der Fortsetzung von Keinohrhasen, dessen Szenen auch in einer der vier Musikvideos zu sehen sind. Eine weitere Version zeigt Szenen aus der sechsten Staffel der US-amerikanischen TV-Serie Lost, eine dritte Version stellt die weltweite Videoversion dar, in der eine Tänzerin, verkörpert von Nora Tschirner, zu sehen ist und die vierte Version enthält Szenen des Disney-Filmes Duell der Magier.
Im Dezember 2009 erschien ihr zweites Studioalbum Waking Up, das nicht derart hohe Chartplatzierungen, wie das Debütalbum erreichen konnte, jedoch mit diversen Schallplatten ausgezeichnet wurde. Am 31. Mai 2010 erschien die dritte Auskopplung aus dem Album. Diese trägt den Titel Marchin’ On und erschien auf der Single in einer neuen Version als Patriot Remix sowie in einer Version, die gemeinsam mit Timbaland produziert wurde. Der Song wurde vom ZDF als Hymne der Fußball-Weltmeisterschaft 2010 verwendet. In Deutschland und Österreich erreichten sie die Top-10 der Single-Charts.
Good Life wurde am 19. November 2010 als letzte Single des Studioalbums veröffentlicht. Im Gegensatz zum Vorgänger konnte diese Single wieder eine Platzierung in den USA ermöglichen; so rückte sie bis auf Platz 8 der Billboard Hot-100 vor und verkaufte sich dort über drei Millionen Mal. Kurze Zeit nach Veröffentlichung erschien ein Remix mit dem britischen Rapper B.o.B.

### 2013 bis 2014:Native
Das dritte Studioalbum Native erschien in Deutschland am 22. März 2013. Bereits am 27. September 2012 veröffentlichten sie die Vorabsingle Feel Again, die während der Fernsehshow Good Morning America der ABC im Vormonat premiert wurde. Feel Again dient als Titelsong des Films Schutzengel von Til Schweiger. Über eine Million Verkäufe konnte der Track abzeichnen und eine Platzierung in den Top-10 der deutschen Single-Charts erreichen.
If I Lose Myself wurde am 8. Januar 2013 als zweite Single aus Native ausgekoppelt. Diese konnte den Erfolg des Vorgängers übertreffen und rückte in knapp 10 Ländern unter die obersten zehn Plätze der Single-Charts vor. Die Gruppe trat mit dem Lied im März 2013 zusammen mit American-Idol-Gewinnerin Katharine McPhee bei dessen zwölfter Staffel auf. Der schwedische DJ und Produzent Alesso steuerte einen Remix zu If I Lose Myself bei, der als Single veröffentlicht wurde. Dieser erreichte ebenfalls zahlreiche Chartplatzierungen und die Höchstplatzierung in Großbritannien.
Am 2. April 2013 startete die Band ihre „Native Tour“. Diese begann erst in kleinen Hallen, aber mit dem zunehmenden Erfolg des Albums und vielen Bonusterminen dank Nachfrage konnten sie große Arenen besuchen. Nach 173 Shows endete die Tour am 20. September in São Paulo. Die Band trat während der Tour auch wiederholt in Deutschland auf.
Am 14. Juni 2013 veröffentlichten sie Counting Stars als dritte Single des Studioalbums. Das Lied entwickelte sich zum erfolgreichsten Track des Albums und konnte sich über 8 Millionen Mal verkaufen. Neben 27 Platzierungen in den Top-10 wurde in unter anderem Großbritannien, Polen und Kanada die Chartspitze erreicht. Parallel entwickelte sich auch das Studioalbum zu einem Erfolg, der an die Verkaufszahlen und hohen Chartpositionen der Vorgänger anschließen konnte. Gemessen an den Schallplattenauszeichnungen konnte das Album mindestens 1,8 Millionen Exemplare verkaufen.
Zur Fußball-Weltmeisterschaft 2014 in Brasilien wählte das ZDF Love Runs Out als offiziellen Song für seine Fußballübertragungen aus. Dieser wurde bereits im April 2014 auch als Single veröffentlicht. Bereits zur Fußball-WM 2010 in Südafrika hatte das ZDF seine Bilder des Tages mit dem Song Marchin’ On von OneRepublic hinterlegt. Parallel folgte das Release der Deluxe-Edition von Native mitsamt zwei neuer Lieder.
Am 23. September 2014 veröffentlichten OneRepublic das Lied I Lived als letzte Single-Auskopplung von Native. Ursprünglich sollte es bereits im Januar 2014 als vierte Single erscheinen, verlor diese Position jedoch kurzfristig gegen Love Runs Out. Während in Großbritannien Schallplattenstatus erreicht wurde, konnte der Song nicht an die Positionen des Vorgängers anschließen.
Im November 2014 twitterte die Gruppe ein Foto mit der Unterschrift „Hotelaufnahmen, Polen. Album 4“ sowie „Nachmittag, wir arbeiten an einem neuen Album, und dies ist der Ausblick … LP 4 macht bereits Spaß“. Im April 2015 erzählte Ryan Tedder in einem Interview, dass sie eine neue Richtung eingeschlagen hätten, sie sich jedoch an allen Sounds orientiert hätten, die sie jemals verwendet hätten. Gitarrist Drew Brown sagte, dass er sich auf die Veröffentlichung freuen würde, und sie das Gefühl hätten, dass es ihr bestes Ergebnis überhaupt wäre. Im Juni 2015 gab Tedder bekannt, dass sie an einem Lied mit dem Titel Colors arbeiten würden und dieser sein Lieblingssong des Albums wäre. Im selben Monat veröffentlichten sie ein Video, das die Gruppe zeigt, wie sie an unterschiedlichen Melodien für das Album arbeiten.

### 2016:Oh My My
Im Mai 2016 folgte die erste Single-Auskopplung aus ihrem vierten Studioalbum. Diese trägt dem Titel Wherever I Go und erreichte die obere Charthälfte in Deutschland, Österreich und der Schweiz sowie Silber-Status im Vereinigten Königreich. Am 12. August 2016 erschien die zweite Vorab-Single Kids. Später im Jahr wurde der Track für die Weihnachtswerbung von Chrysler verwendet. In Kooperation mit Nokia OZO wurde ein Virtual-Reality-Musikvideo produziert.
Am 7. Oktober 2016 wurde Oh My My als ihr viertes Studioalbum veröffentlicht. Es erreichte zahlreiche Top-10-Platzierungen, konnte jedoch nicht mit den Verkaufszahlen ihrer bisherigen Studioalben mithalten. Let’s Hurt Tonight wurde im Dezember 2016 als zweite Single-Auskopplung veröffentlicht. In Italien konnte der Track bis in die Top-20 vorrücken und wurde mit Platin ausgezeichnet. Das Lied diente als Soundtrack des US-amerikanischen Filmdramas Verborgene Schönheit.
Aus dem Fond OneRepublic Good Life Foundation spendete die Band einen Betrag über 100.000 US-Dollar an den Weißen Ring, der den Opfern des Terroranschlags auf einen Berliner Weihnachtsmarkt am 19. Dezember 2016 zukommen soll.

### 2017 bis heute: Stand-Alone-Singles undHuman
Am 28. April 2017 veröffentlichten OneRepublic das Lied No Vacancy, das gemeinsam mit Stargate produziert wurde. Ursprünglich sollte der Track von der US-amerikanischen Sängerin Selena Gomez interpretiert werden. Neben der Original-Version erschienen ebenfalls eine spanische Version mit dem kolumbianischen Sänger Sebastián Yatra, eine französische Version mit Sänger Amir sowie eine italienische Version mit Sänger Tiziano Ferro. In Italien wurde der Song mit dreifach Platin ausgezeichnet.
Am 14. Juli 2017 erschien in Zusammenarbeit mit dem norwegischen EDM-Trio SeeB das Lied Rich Love. Insbesondere in Skandinavien erreichte das vom Tropical-House-beeinflusste Lied hohe Verkaufszahlen und platzierten sich in den Top-10 der Charts von Litauen, Norwegen und Schweden.
Gemeinsam mit dem norwegischen DJ und Produzenten Kygo entstand das Lied Stranger Things, das auf dessen zweiten Studioalbum Kids in Love enthalten war, das im November 2017 erschien. Am 24. Januar 2018 wurde der Song als Single veröffentlicht. In Schweden und der Schweiz rückte das Lied bis in die offiziellen Single-Charts vor. 2020 arbeiteten sie für das Lied Lose Somebody erneut mit Kygo zusammen. Dieses ist auf Kygos drittem Studioalbum Golden Hour enthalten. Es konnte in vielen Ländern eine Single-Chartplatzierung erreichen.
Am 5. Mai 2021 veröffentlichten sie die fünfte Single ihres Albums Human, Run, womit sie in vielen Ländern einen Platz in den Charts bekamen. Am 27. August 2021 veröffentlichten sie das am 5. Mai angekündigte Album „Human“. Das Livestream-Konzert „One Night In Malibu“ fand am 27. und 28. Oktober statt und wurde über die Online-Plattform „Moment House“ übertragen.

## Diskografie
Studioalben

| Jahr | Titel Musiklabel                                                  | Höchstplatzierung, Gesamtwochen, AuszeichnungChartplatzierungen (Jahr, Titel, Musiklabel, Platzierungen, Wochen, Auszeichnungen, Anmerkungen) | Höchstplatzierung, Gesamtwochen, AuszeichnungChartplatzierungen (Jahr, Titel, Musiklabel, Platzierungen, Wochen, Auszeichnungen, Anmerkungen) | Höchstplatzierung, Gesamtwochen, AuszeichnungChartplatzierungen (Jahr, Titel, Musiklabel, Platzierungen, Wochen, Auszeichnungen, Anmerkungen) | Höchstplatzierung, Gesamtwochen, AuszeichnungChartplatzierungen (Jahr, Titel, Musiklabel, Platzierungen, Wochen, Auszeichnungen, Anmerkungen) | Höchstplatzierung, Gesamtwochen, AuszeichnungChartplatzierungen (Jahr, Titel, Musiklabel, Platzierungen, Wochen, Auszeichnungen, Anmerkungen) | Anmerkungen                                                   |
| Jahr | Titel Musiklabel                                                  | DE | AT | CH | UK | US | Anmerkungen                                                   |
| ---- | ----------------------------------------------------------------- | --- | --- | --- | --- | --- | ------------------------------------------------------------- |
| 2007 | Dreaming Out Loud Interscope Records • Mosley Music Group (UMG)   | DE7 Platin · (42 Wo.)DE | AT14 Platin · (35 Wo.)AT | CH8 Gold · (41 Wo.)CH | UK2 Platin · (27 Wo.)UK | US14 Gold · (51 Wo.)US | Erstveröffentlichung: 20. November 2007 Verkäufe: + 1.785.000 |
| 2009 | Waking Up Interscope Records • Mosley Music Group (UMG)           | DE19 Platin · (51 Wo.)DE | AT28 Platin · (37 Wo.)AT | CH14 (36 Wo.)CH | UK29 Silber · (2 Wo.)UK | US21 Gold · (80 Wo.)US | Erstveröffentlichung: 13. November 2009 Verkäufe: + 972.000   |
| 2013 | Native Interscope Records • Mosley Music Group (UMG)              | DE4 ×3Dreifachgold · (53 Wo.)DE | AT5 Platin · (55 Wo.)AT | CH4 Platin · (87 Wo.)CH | UK9 Platin · (68 Wo.)UK | US4 Platin · (143 Wo.)US | Erstveröffentlichung: 22. März 2013 Verkäufe: + 2.182.000     |
| 2016 | Oh My My Interscope Records • Mosley Music Group (UMG)            | DE6 (9 Wo.)DE | AT8 (3 Wo.)AT | CH3 (16 Wo.)CH | UK6 Silber · (7 Wo.)UK | US3 (13 Wo.)US | Erstveröffentlichung: 7. Oktober 2016 Verkäufe: + 102.500     |
| 2021 | Human Interscope Records • Mosley Music Group (UMG)               | DE8 (4 Wo.)DE | AT7 (2 Wo.)AT | CH3 Platin · (8 Wo.)CH | UK30 (1 Wo.)UK | US11 (2 Wo.)US | Erstveröffentlichung: 27. August 2021 Verkäufe: + 102.500     |
| 2024 | Artificial Paradise Interscope Records • Mosley Music Group (UMG) | DE23 (2 Wo.)DE | AT8 (2 Wo.)AT | CH8 (3 Wo.)CH | UK46 (1 Wo.)UK | US50 (10 Wo.)US | Erstveröffentlichung: 12. Juli 2024 Verkäufe: + 240.000       |

## Auszeichnungen
OneRepublic erhielten für ihre musikalischen Veröffentlichungen folgende Preise und Auszeichnungen:
Amadeus Austrian Music Award
- Nominierung 2008:
  - Single des Jahres international: Apologize

ECHO Pop
- Nominierung 2008:
  - Hit des Jahres: Apologize
- Nominierung 2009:
  - Gruppe International

Swiss Music Award
- Nominierung 2008:
  - Best Song International: Apologize

MTV Europe Music Awards
- Nominierung 2008:
  - New Act

Grammy Award
- Nominierung 2009:
  - Best Pop Performance by a Duo or Group with Vocals: Apologize